# نرگسک
نرگسک یک روستا در ایران است که در بخش مرکزی شهرستان سربیشه واقع شده‌است. نرگسک ۳۹ نفر جمعیت دارد.